# كوبرز
كوبرز (بالإنجليزية: Koppers)‏ هي شركة كيميائية ومواد عالمية مقرها في بيتسبرغ، بنسلفانيا، الولايات المتحدة في ناطحة السحاب ذات الفن الزخرفي في عشرينيات القرن الماضي، برج كوبرز.

## نظرة عامة
تم الانتهاء من مبنى كوبرز في مارس 1929، ويتكون من 34 طابقًا بتكلفة 5.3 مليون دولار (ما يعادل 79.9 مليون دولار في عام 2020). بإرتفاع 475 قدمًا (145 مترًا) فوق وسط مدينة بيتسبرغ.